# Trematocranus
Trematocranus là một small genus of haplochromine cichlids đặc hữu to Đông Phi.
Hiện tại chỉ có 3 loài có được miêu tả có hiệu lực trong chi này:
- Trematocranus labifer
- Trematocranus microstoma – Pointedhead Haplo
- Trematocranus placodon

## Footnotes
1. ↑  FishBase [2009]